# Smilax gigantea
Smilax gigantea är en enhjärtbladig växtart som beskrevs av Elmer Drew Merrill. Smilax gigantea ingår i släktet Smilax och familjen Smilacaceae. Inga underarter finns listade.